# Jakov Grigorjevič Žilinskij
Jakov Grigorjevič Žilinskij (rusky Я́ков Григо́рьевич Жили́нский; 15. březnajul./ 27. března 1853greg. Michajlov – 1918 Krym) byl ruský generál a v letech 1911 až 1914 náčelník generálního štábu carské armády a v roce 1914 krátce také místodržitelem (namiestnikem) Polského království.

## Vojenská činnost
Jako velitel Severozápadního frontu skládajícího se z 1. a 2. armády pod velením generálů Rennenkampfa a Samsonova se Žilinskij na počátku první světové války spolupodílel na porážkách ruských armád v bitvách u Tannenbergu a u Mazurských jezer. Ačkoliv se Žilinskij snažil z katastrofálního tažení ve Východním Prusku obvinit Rennenkampfa, následovalo jeho odvolání z místa náčelníka generálního štábu. Žilinskij byl poté jako vojenský zástupce odeslán do Francie. Na podzim roku 1916 byl povolán zpět do Ruska a v září 1917 byl zproštěn služby v armádě.
Po vypuknutí Říjnové revoluce se pokusil z Ruska uprchnout a za nevyjasněných okolností byl usmrcen na Krymu.